# Cal Torreta de Freixenet de Segarra
Cal Torreta de Freixenet de Segarra és una casa de Sant Guim de Freixenet (Segarra) inclosa a l'Inventari del Patrimoni Arquitectònic de Catalunya.

## Descripció
Casa situada dins del nucli antic i perfectament integrada a l'estructura urbana del poble. Es tracta d'un edifici de planta irregular, estructurat en planta baixa, primer i segon pis i que s'adapta a l'orografia del terreny. Destaquem la façana orientada a migjorn, on trobem la primitiva porta d'accés, d'arc de mig punt adovellat i amb un relleu d'un escut, molt erosionat situat a la clau d'arc. L'obra presenta un parament arrebossat amb ús de carreus de pedra del país a la primitiva porta d'accés.

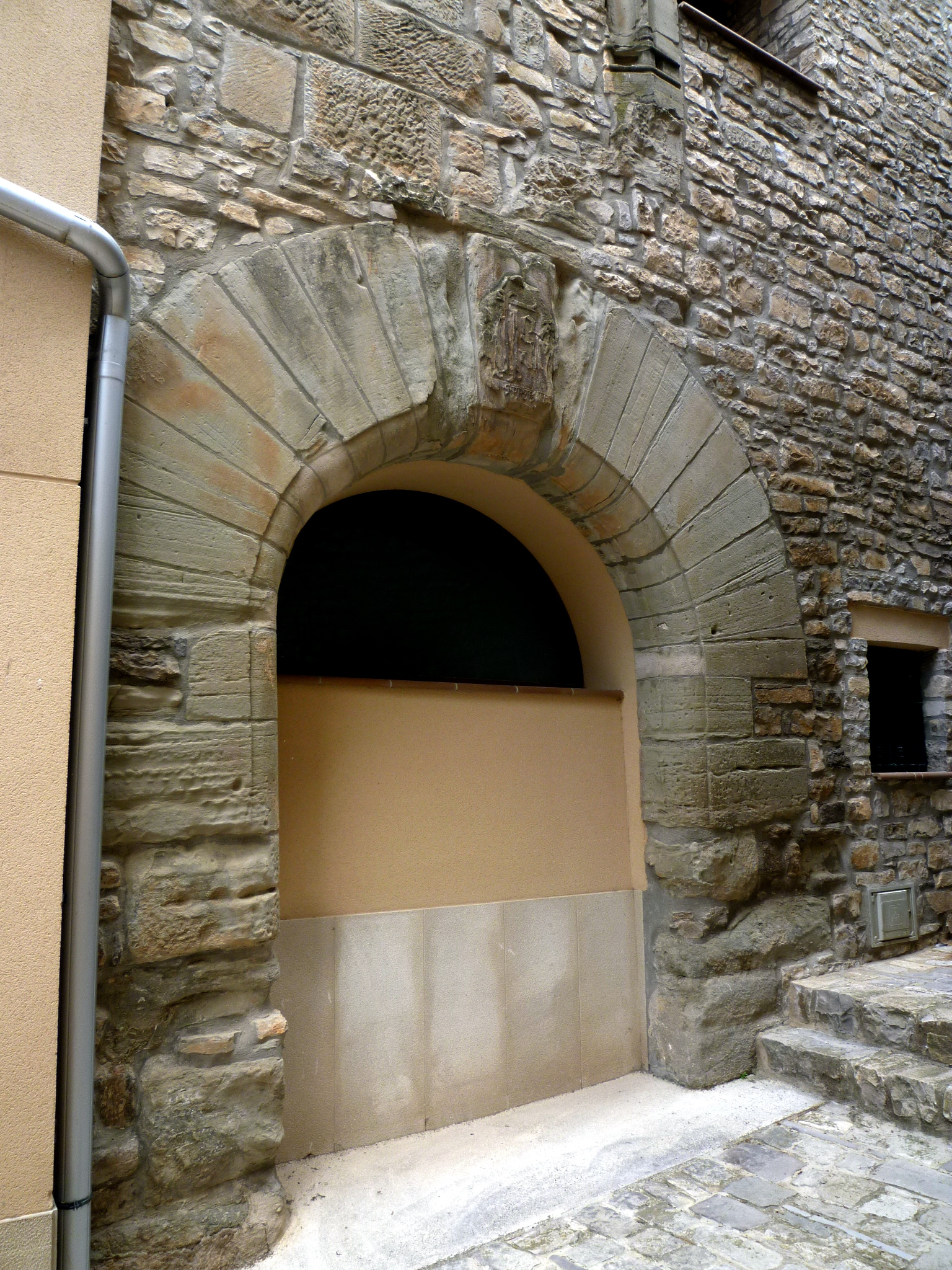
Antiga porta d'entrada

## Història
La casa s'emmarca dins el corrent constructiu dels segles xvi i xvii amb l'ús de portals adovellats molt ben treballats. El poble de Freixenet fou reconquerit repoblat a partir de la segona meitat del segle xi. Segurament a finals del segle xi o principis del XII sorgí una família, feudatària dels Cervera, que devia dur el mateix nom que el poble. Al segle xiv passà a Pere d'Oluja i a principis del segle xv a Ramon de Pinós. L'any 1426 tant el castell com el territori passaren a ser possessió de l'abat de Sant Vicenç de Cardona, Guillem Mitjans. Actualment no queda cap vestigi de la fortalesa, ni tan sols de la torre de guaita, les restes de la qual van ser destruïdes per fer l'actual plaça de l'església sense fer cap intervenció arqueològica prèvia.